# 1043
Cette page concerne l'année 1043  du calendrier julien. Pour l'année 1043 av. J.-C., voir 1043 av. J.-C.
L'année 1043 est une année commune qui commence un samedi.

## Événements
- Février : 
  - Le général byzantin révolté Georges Maniakès quitte Otrante pour Dyrrachium. Il meurt peu après un combat près de Thessalonique des suites d'une chute de cheval et ses troupes se débandent[1].
  - À la suite du partage de Melfi, Guaimar de Salerne prend le titre de duc de Pouille et de Calabre[2]. Byzance perd définitivement le pays après la disgrâce de Georges Maniakès au profit des Normands, alliés de Guaimar.

- 25 mars : début du patriarcat de Michel Cérulaire (Michaël Kêroularios) à Constantinople (fin en 1058). Il supporte mal que les Latins installés à Constantinople ne respectent ni ses rites ni son autorité[3].
- 3 avril, Pâques : Édouard le Confesseur est couronné roi d'Angleterre à Winchester[4].
- Avril : première entrevue d'Ivois, sur la Chiers entre le roi des Francs Henri Ier et l'empereur Henri III[5].
- Juin : la flotte de Vladimir, prince de Novgorod et fils de Iaroslav le Sage, est détruite par la marine byzantine alors qu'il tentait une expédition contre Constantinople. Début d'une guerre entre Kiev et Byzance, la dernière (fin en 1046)[6].

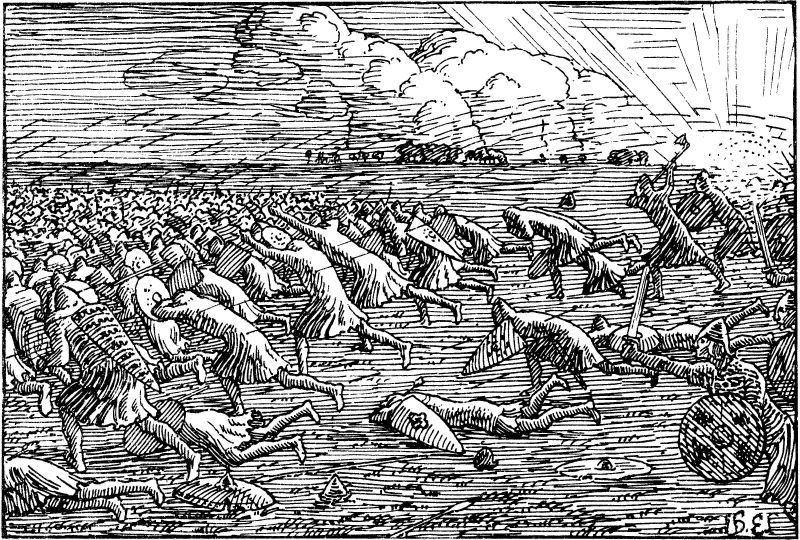
28 septembre : bataille des landes de Lyrskov

- 28 septembre : bataille des landes de Lyrskov (Lürschau)[7].
  - Les Wendes menacent le Danemark. Magnus Olavsson organise contre eux une expédition punitive au cours de laquelle il prend et détruit Jomsborg (Wollin)[8]. À l'automne, les Wendes envahissent le Jutland, mais sont vaincus par Magnus à Lyrskov Hede, près de Hedeby.
- Octobre : Henri III étend à son royaume la Paix de Dieu au synode de Constance, qui rassemble les évêques de Souabe. Une nouvelle assemblée réunie à Trèves à Noël prend la même disposition pour la Lorraine[9].
- Automne : l'empereur Henri III intervient en Hongrie avec l'aide d'Adalbert d'Autriche, de son fils Léopold et du duc Bretislav Ier de Bohême. Samuel Aba fuit à son approche mais reprend son trône après le retrait des troupes impériales. Un accord de paix est conclu à la diète de Goslar[10].
- 21 novembre : l'empereur Henri III épouse Agnès d'Aquitaine à Ingelheim[11].
- 28 décembre : fondation de l'abbaye bénédictine de la Chaise-Dieu par Robert de Turlande[12].

- Iziaslav, fils du prince de Kiev Iaroslav le Sage, épouse Gertrude, fille du roi de Pologne Mieszko II[13].